# Юрьево (Волоколамский район)
Юрьево — деревня в Волоколамском районе Московской области России, входит в состав сельского поселения Спасское. Население — 2 чел. (2010).

## География
Деревня Юрьево расположена на западе Московской области, в южной части Волоколамского района, примерно в 7 км к юго-востоку от города Волоколамска. В деревне 2 улицы — Лесная и Полевая, приписано 2 садоводческих товарищества.
Ближайшие населённые пункты — деревни Васильевское, Красиково, Сапегино и Соснино. Ближайшая железнодорожная станция — платформа Дубосеково Рижского направления Московской железной дороги — расположена в 4 км.

## Население
| 1852 | 1859 | 1899 | 1926 | 2002 | 2006 | 2010 |
| ---- | ---- | ---- | ---- | ---- | ---- | ---- |
| 181  | ↗192 | ↗230 | ↘151 | ↘15  | ↘2   | →2   |

## История
Юрьевская, деревня 1-го стана, Государственных Имуществ, 95 душ мужского пола, 86 женского, 24 двора, 89 верст от столицы, 12 от уездного города, между Можайским и Московским трактами.— Нистрем К. Указатель селений и жителей уездов Московской губернии, 1852 г.
В «Списке населённых мест» 1862 года — казённая деревня 1-го стана Волоколамского уезда Московской губернии по правую сторону Московского тракта, от границы Зубцовского уезда на город Волоколамск, в 9 верстах от уездного города, при пруде, с 35 дворами и 192 жителями (93 мужчины, 99 женщин).
По данным на 1899 год — деревня Тимошевской волости Волоколамского уезда с 230 душами населения.
В 1913 году — 38 дворов.
По материалам Всесоюзной переписи населения 1926 года — деревня Сапегинского сельсовета Судниковской волости Волоколамского уезда в 6 км от Осташёвского шоссе и 11 км от станции Волоколамск Балтийской железной дороги, проживал 151 житель (53 мужчины, 98 женщин), насчитывалось 33 хозяйства, среди которых 32 крестьянских.
С 1929 года — населённый пункт в составе Волоколамского района Московского округа Московской области. Постановлением ЦИК и СНК от 23 июля 1930 года округа как административно-территориальные единицы были ликвидированы.
1929—1939, 1957—1963, 1965—1973 гг. — деревня Таболовского сельсовета Волоколамского района.
1939—1957 гг. — деревня Таболовского сельсовета Осташёвского района.
1963—1965 гг. — деревня Таболовского сельсовета Волоколамского укрупнённого сельского района.
1973—1994 гг. — деревня Судниковского сельсовета Волоколамского района.
1994—2006 гг. — деревня Судниковского сельского округа Волоколамского района.
С 2006 года — деревня сельского поселения Спасское Волоколамского муниципального района Московской области.